# Vière
Die Vière ist ein Fluss in Frankreich, der im Département Marne in der Region Grand Est verläuft. Sie entspringt im Gemeindegebiet von Noirlieu aus dem See Étang d’Outrivière, entwässert in zwei großen Schleifen generell in südwestlicher Richtung durch die südlichen Ausläufer der Argonnen und mündet nach rund 42 Kilometern im Gemeindegebiet von Changy als rechter Nebenfluss in die Chée.

## Orte am Fluss
- Saint-Mard-sur-le-Mont
- Possesse
- Val-de-Vière
- Vavray-le-Grand
- Changy